# Can-Am 1978
Can-Am 1978 var ett race som ett formel 1-lopp,  kördes över tio omgångar, med Alan Jones som mästare.

## Delsegrare
| Datum       | Bana           | Vinnare                |
| ----------- | -------------- | ---------------------- |
| 14 maj      | Road Atlanta   | Alan Jones             |
| 28 maj      | Charlotte      | Elliot Forbes-Robinson |
| 11 juni     | Mid-Ohio       | Alan Jones             |
| 25 juni     | Mont-Tremblant | George Follmer         |
| 9 juli      | Watkins Glen   | Warwick Brown          |
| 23 juli     | Road America   | Alan Jones             |
| 20 augusti  | Mosport Park   | Alan Jones             |
| 3 september | Trois-Rivières | Elliot Forbes-Robinson |
| 8 oktober   | Laguna Seca    | Al Holbert             |
| 15 oktober  | Riverside      | Alan Jones             |

## Slutställning
| Plats | Förare                 | Poäng  |
| ----- | ---------------------- | ------ |
| 1     | Alan Jones             | 2712   |
| 2     | Warwick Brown          | 2548   |
| 3     | Al Holbert             | 1674   |
| 4     | Elliot Forbes-Robinson | 1537   |
| 5     | George Follmer         | 1085,5 |
| 6     | John Gunn              | 700    |
| 7     | Mike Allen             | 596    |
| 8     | Rocky Moran            | 460    |
| 9     | Bill Tempero           | 375    |
| 10    | Vern Schuppan          | 302,5  |